# Георги Петров – Ербапо
Георги Петров, наречен Ербапо, е български революционер, деец на Вътрешната македоно-одринска революционна организация.

## Биография
Георги Петров е роден през 1890 година в демирхисарското село Света Петка, тогава в Османската империя. Включва се във ВМОРО като легален деец, а по-късно преминава в нелегалност и се включва в четите на ВМОРО.
През Балканската война е доброволец в Македоно-одринското опълчение, участва и в Първата световна война, а след възстановяването на ВМРО е четник в поройската чета на Илия Аврамов. С позволението на войводата ликвидира родоотстъпника Тодор Петров Иванов от Мътница, подпомагащ новите гръцки власти. Заболява тежко и се прибира при семейството си в България, където по-късно умира.